# Александар Давидов
Александар Давидов (Нови Сад, 7. октобар 1983) је српски фудбалер који игра на средини терена.

## Каријера
Каријеру је почео у Омладинцу из Дероња, касније је наступао за Текстилац из Оџака, а 1998. године долази у Хајдук из Куле као кадет. Ту је прошао све селекције до првог тима, а играо је и за омладинску и младу репрезентацију (15 мечева). За Хајдук је одиграо 154 меча и постигао 31 гол.
На дан дочека Нове 2010. године стигао је у редове Партизана, а уговор је потписан на 4 године.  Пошто никако није могао да се избори за место у стартној постави, у септембру 2011. одлази у израелски Хапоел из Акре на једногодишњу позајмицу, са опцијом куповине. У Израелу наступао и за Бнеи Сахнин и Ашдод.
При крају каријеру наступао за грчког друголигаша Агротикос Астерас, ЧСК из Челарева и ТСЦ из Бачке Тополе.
За А репрезентацију Србије наступио у пријатељском сусрету са Јапаном (3:0) у априлу 2010. године.

## Трофеји

### Партизан
- Суперлига Србије (2): 2009/10, 2010/11.
- Куп Србије (1): 2010/11.